# Slap Krčić
Slap Krčić je 22 metara visok vodopad na sjeveru kninskog polja kojim se rijeka Krčić obrušava u Krku. Nazivaju ga još i "Veliki buk" i "Topoljski buk". Slap Krčić je nakon miniranja, pregrađivanja, izrade komore u njegovoj sedrenoj brani i izrade hidroelektrane, sveden na povremeni slap iznad samog izvora rijeke Krke. Nalazi se neposredno uz grad Knin, a napaja se vodama s Dinare. Uz Krčić prolazi makadamska cesta koja povezuje Knin s Kijevom. Izgrađena je prije nešto više od 200 g.
Slap Krčić ima i svoju legendu. Nekada je na brdu lijevo od slapa postojala utvrda koja je služila za obranu mosta. Legenda kaže da će ljudi ponovo izgraditi most kada Krčić više nikada ne presuši i kada ljudi prestanu međusobno ratovati.